# Лютня
Лю́тня (пол. lutnia < итал. liuto < араб. аль’уд — дерево) — струнный щипковый музыкальный инструмент с ладами на грифе и овальным корпусом. Средневековые лютни имели четыре или пять парных струн. Звукоизвлечение осуществлялось с помощью плектра. В эпоху барокко количество струн достигало четырнадцати (иногда до девятнадцати). В XVI веке лютня стала главным сольным инструментом своего времени. Исполнителя на лютне называют лютнистом, а мастера, который изготавливает инструменты — лютье.

## История

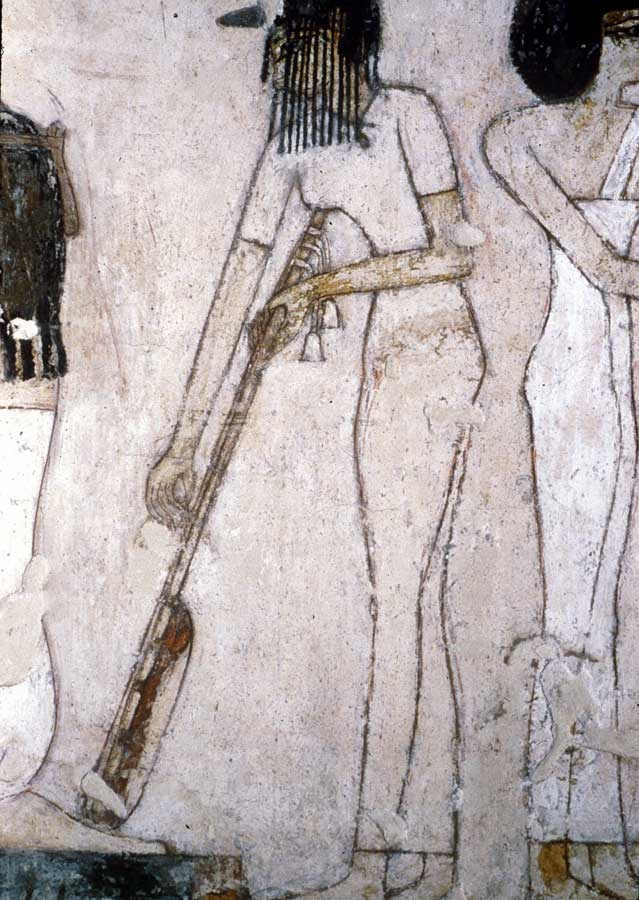
Женщина-музыкант настраивает тамбу́р. Рисунок из древнеегипетской гробницы Рехмира (TT100), XVIII династия

Происхождение лютни доподлинно не известно. Различные варианты инструмента использовались с древнейших времён в культурах Египта, Хеттского царства, Греции, Рима, Болгарии, Китая, Киликии. В начале VII века схожие лютневидные музыкальные инструменты появились в Персии, Армении, Византии и Арабском халифате. По другой версии, в VI веке, благодаря болгарам, лютня с короткой шейкой распространилась по всему Балканскому полуострову, а в VIII веке была привнесена маврами в культуры Испании и Каталонии, таким образом вытеснив доминировавшие до этого в Средиземноморье лютни с длинной шейкой, пандур и цистру. История последних на этом, однако, не закончилась: на их основе возникли такие инструменты, как китарроне. Также лютня вытеснила цитоль, в отличие от вышеописанных инструментов, исчезнувшую.
Не меньшей популярностью лютневидные инструменты пользовались в Индии и арабских странах.
На рубеже XV—XVI веков многие испанские, каталонские и португальские лютнисты наряду с лютней стали использовать виуэлу де мано («ручную виуэлу»), инструмент, который по форме близок к виоле да гамба и строй которого соответствует строю лютни. Виуэла под названием «виола да мано» в дальнейшем распространилась в находившихся под властью Испании регионах Италии, особенно в Сицилии, Неаполитанском королевстве и папском государстве при Папе Александре VI.
Возможно, важнейшим «перевалочным пунктом» между мусульманской и европейской христианской культурами в данном случае следует считать именно Сицилию, куда лютня была привнесена византийскими или, позднее, сарацинскими музыкантами. Изображения лютни отмечаются в росписи резного потолка Палатинской капеллы в Палермо, выполненной арабскими мастерами эпохи Фатимидов около 1140 года.
К XIV веку лютня распространилась уже по всей территории Италии и смогла из Палермо проникнуть в немецкоязычные страны, вероятно, благодаря влиянию, оказываемому на культуры соседних государств династией Гогенштауфенов.

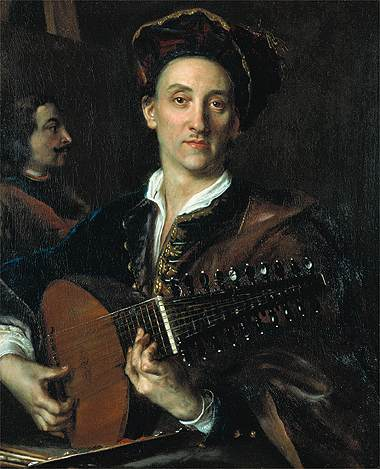
Портрет лютниста и художника Давида Хойера работы Яна Купецкого, 1711

Первое описание конструкции лютни встречено в 1445 году в трактате фламандского врача, астронома и инженера-механика Арно из Зволле. Первые сохранившиеся до наших дней экземпляры лютни датируются началом XVI века. Именно в этом столетии популярность лютни достигла своего апогея. Она доминировала как у профессиональных музыкантов, так и у любителей. Инструмент звучал во дворцах королей и высшей знати, а также в домах простых горожан. На нем исполняли сольные и ансамблевые произведения, аккомпанировали вокалистам и хорам и, кроме этого, вводили в состав оркестров. В разных странах создавались школы по производству лютневых инструментов, самая известная из них находилась в итальянском городе Болонья. Инструменты постоянно модифицировались, увеличилось количество парных струн: сначала десять, затем четырнадцать, а впоследствии их число достигало 36, что соответственно требовало изменений в конструкцию инструмента. Разновидностей лютни было много, среди них было семь, которые соответствовали тесситуре человеческого голоса, от дисканта до баса. Первая школа игры на лютне была создана теоретиком музыки и композитором Винченцо Галилеи — это была книга «Фронимо», изданная в Венеции в 1568 году, а 2-е расширенное издание вышло там же, уже в 1584 году
К концу XVII века популярность лютни стала заметно падать, так как её постепенно вытесняли такие инструменты как гитара, клавесин, а несколько позже и фортепиано. В XVIII веке она фактически уже не употреблялась, за исключением нескольких разновидностей, которые бытовали в Швеции, Украине и Германии. И лишь на рубеже XIX—XX веков, из-за вновь возникшего интереса к старинным инструментам английских энтузиастов во главе с инструментальным мастером, профессиональным музыкантом и музыковедом Арнольдом Долмичем внимание к лютне несколько возросло.

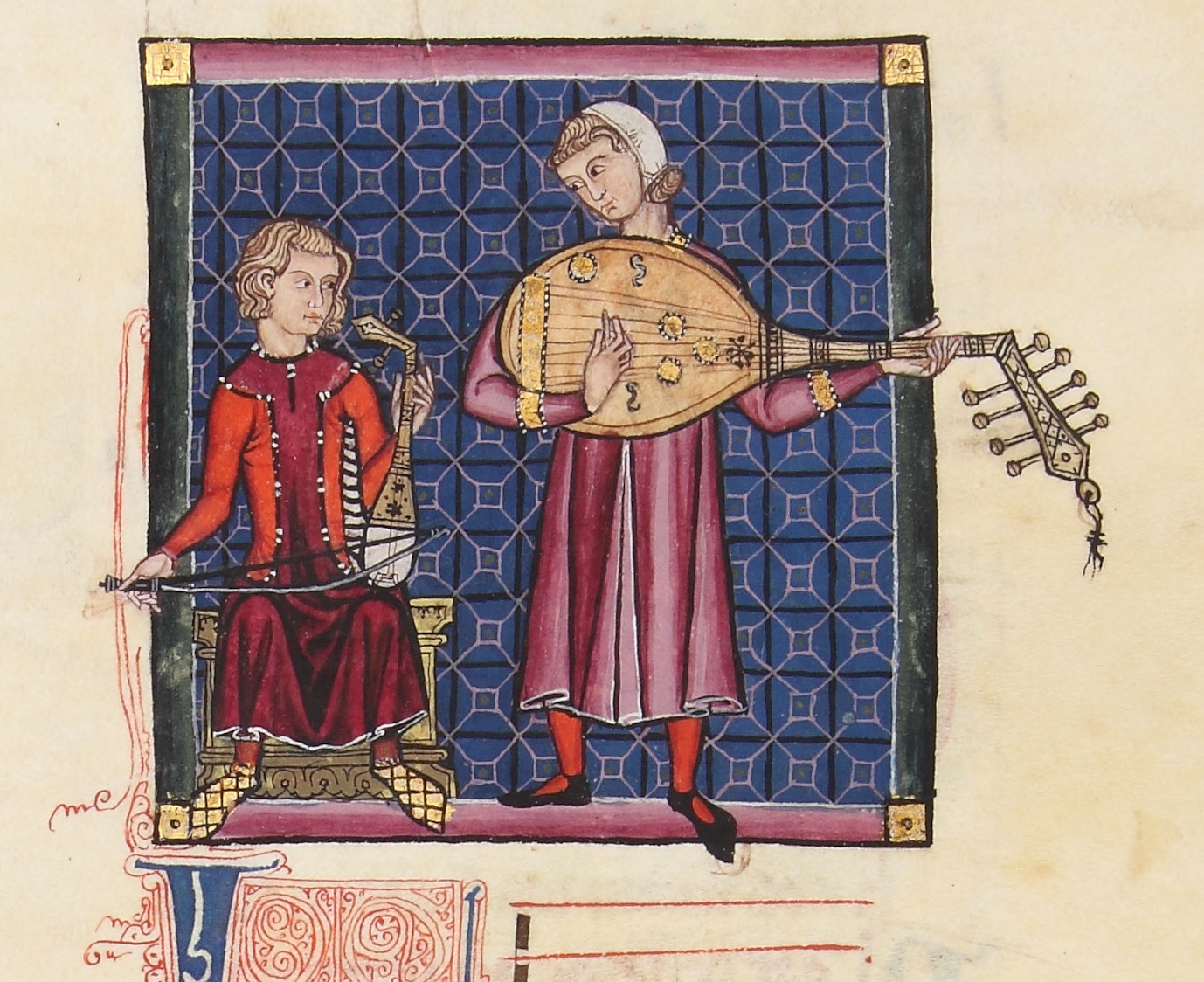
Лютнист и музыкант, играющий на ребабе. Миниатюра из сборника кантиг Девы Марии, XIII в., Испания
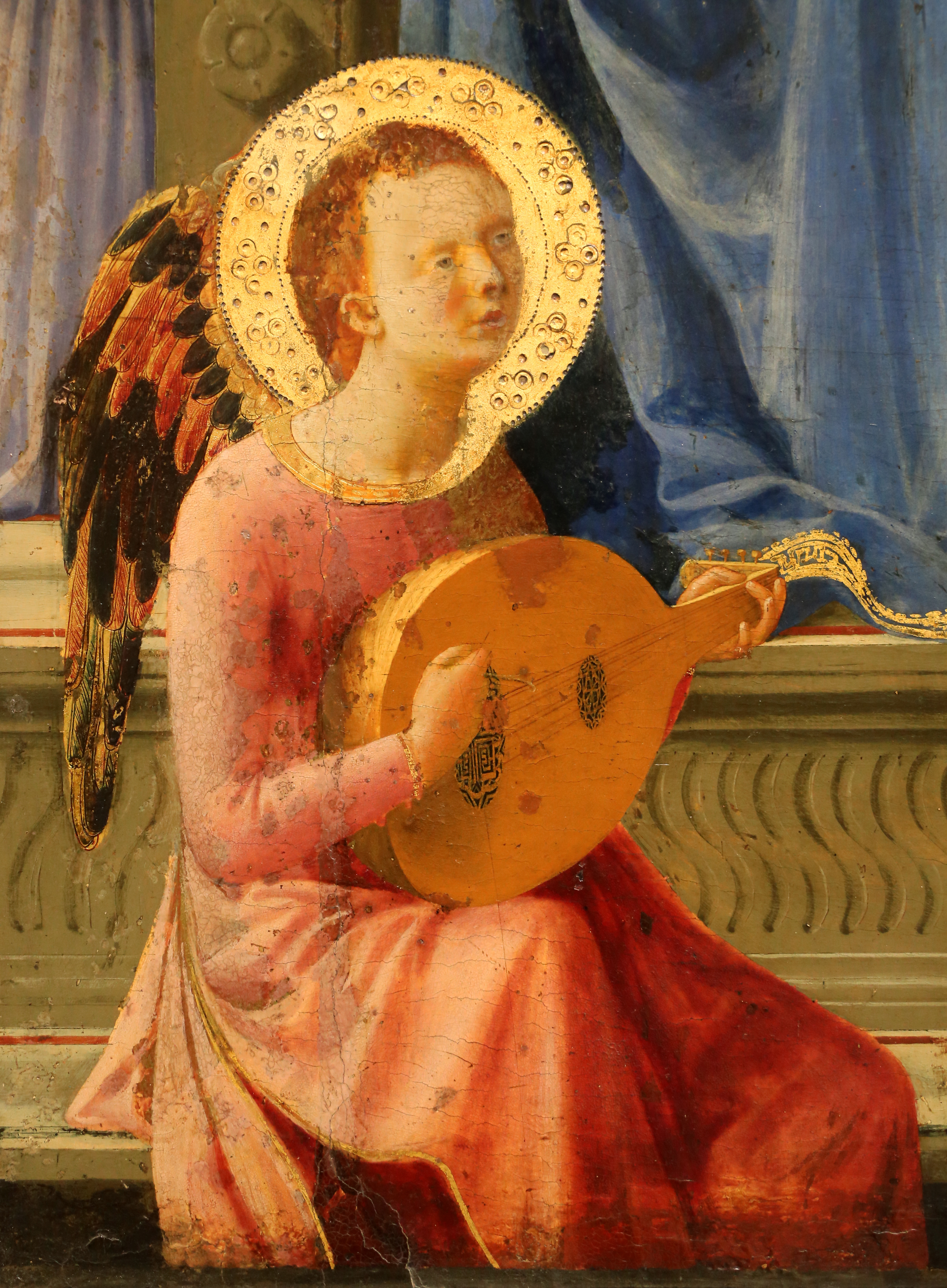
Ангел с лютней, фрагмент «Мадонны с младенцем и четырьмя ангелами» кисти Мазаччо, центральной части т. н. Пизанского полиптиха, 1426 г.
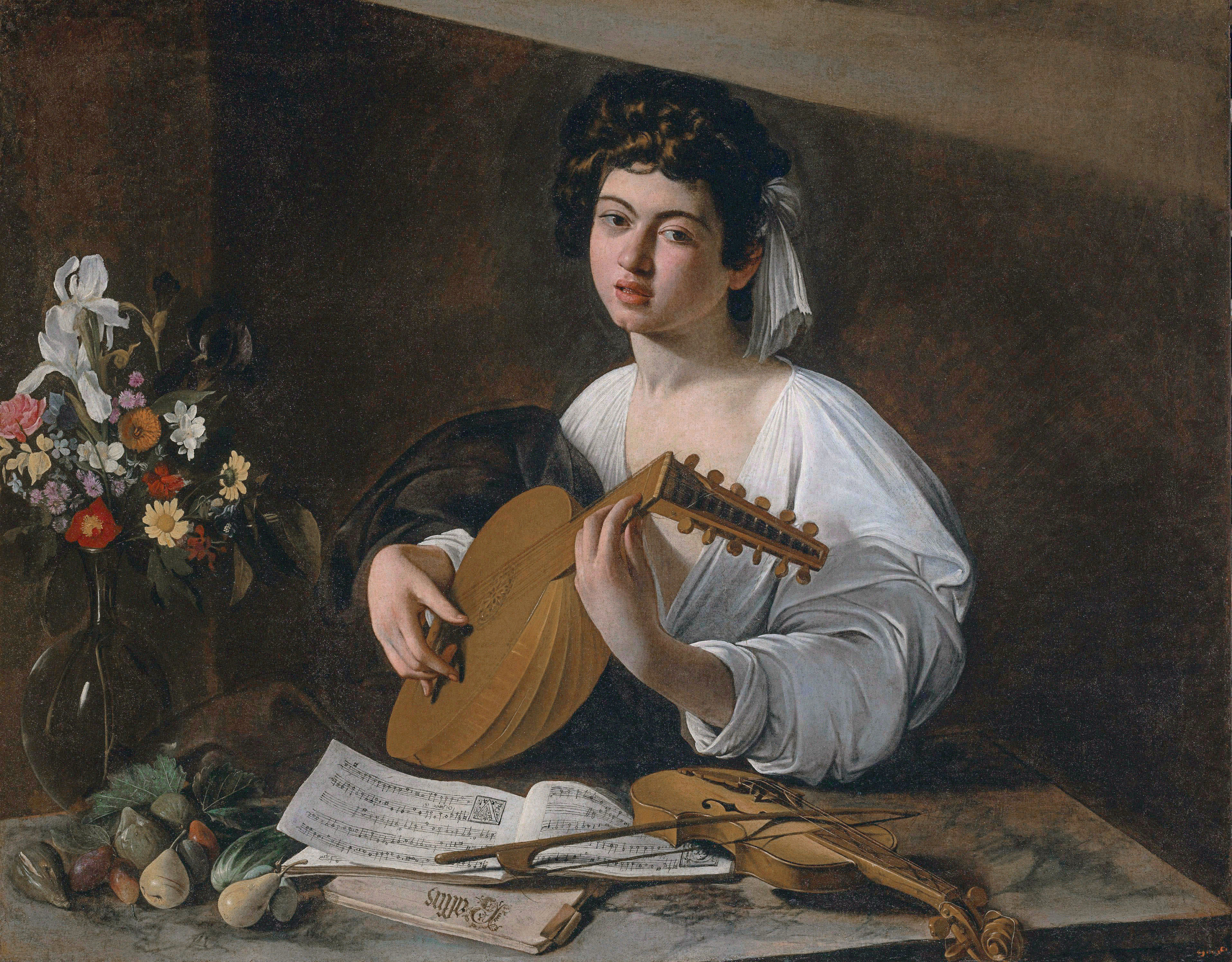
«Лютнист», Караваджо, 1595 г., из собрания Государственного Эрмитажа
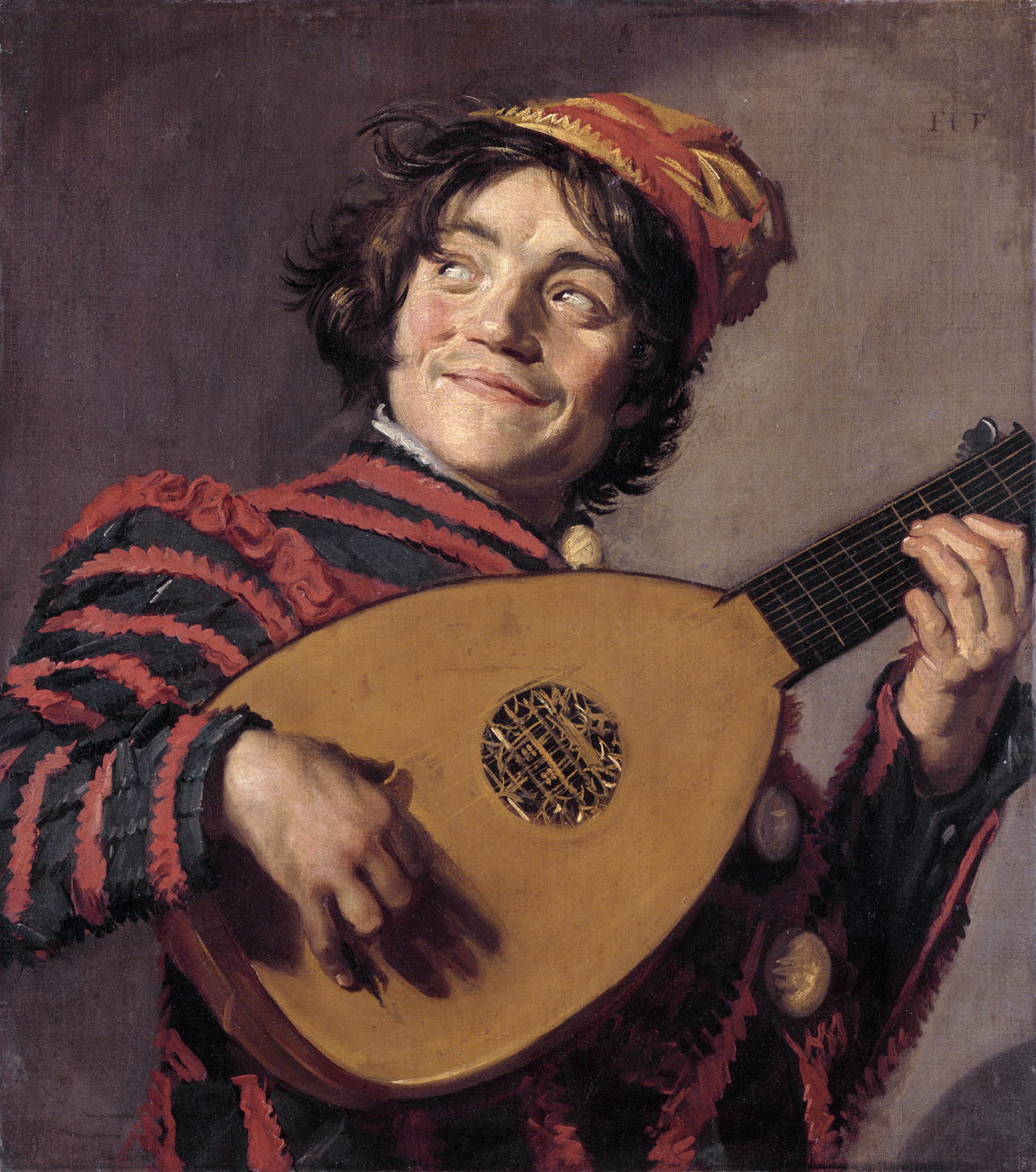
«Лютнист», 1623-1624 гг. (по другим данным, 1628 г.), Франс Халс, из собрания парижского Лувра
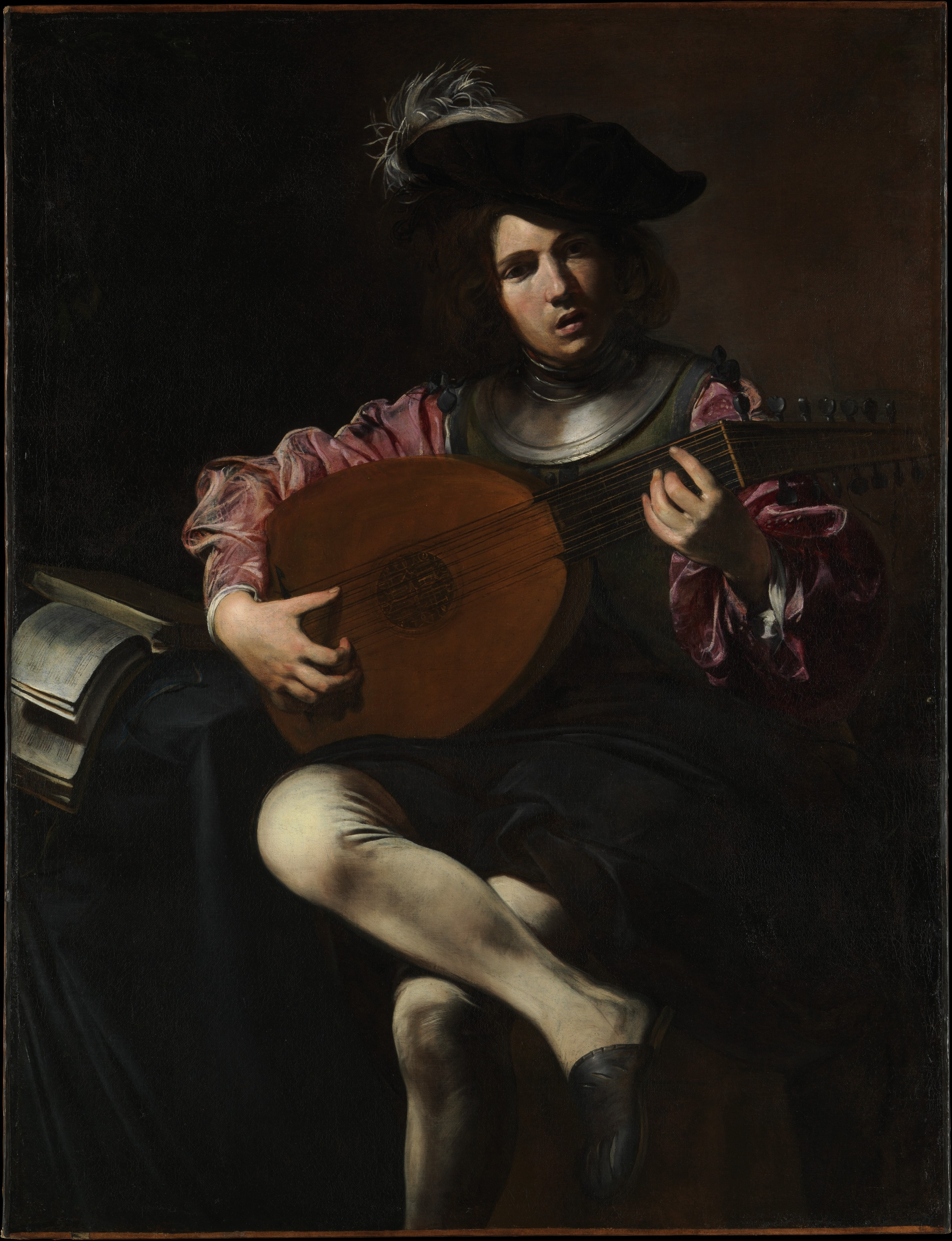
«Лютнист», Валантен де Булонь, 1626 г., из собрания Метрополитен-музея

## Композиторы лютневой музыки
В число наиболее значительных композиторов, сочинявших для лютни в разные эпохи, входят:
- композиторы эпохи ренессанса
  - Италия: Винченцо Капирола, Франческо Канова да Милано;
  - Центральная Европа: Балинт Бакфарк, Диомед Като, Войцех Длугорай, Кшиштоф Клабон, семья Нейзидлеров, Якуб Полак;
  - Англия: Фрэнсис Каттинг, Джон Дауленд, Джон Джонсон, Филип Россетер, Томас Кампион;
- композиторы эпохи барокко
  - Италия: Алессандро Пиччинини, Антонио Вивальди, Иоганн Иероним Капсбергер;
  - Франция: Габриэль Батай, Робер де Визе, Дени Готье;
  - Германия: Иоганн Себастьян Бах, Сильвиус Леопольд Вайсс, Вольф Якоб Лауффенштайнер, Бернгард Йоахим Хаген, Адам Фалькенхаген, Карл Кохаут;
- современные композиторы:
  - Иоганн Непомук Давид (Германия), Владимир Вавилов (Россия), Шандор Каллош (Венгрия и Россия), Штефан Лундгрен (Германия и Швеция), Тоёхико Сато (Япония и Нидерланды), Ронн МакФарлен (США), Пауло Гальвао (Португалия), Роб МакКиллоп (Шотландия), Йозеф ван Виссемс (Нидерланды), Александр Данилевский (Франция и Россия), Роман Туровский-Савчук (США и Украина), Максим Звонарёв (Украина).

## Известные исполнители
Необычайно модная в эпоху Ренессанса и Барокко, но вытесненная другими инструментами и несправедливо забытая, лютня сегодня вновь вызывает большую заинтересованность, и не только у музыкантов-аутентистов. Её звук теперь всё чаще можно услышать на разных концертных площадках, причем не только соло, но и в ансамбле с другими прекрасными старинными музыкальными инструментами. В XXI веке наиболее известными исполнителями-виртуозами, которые много делают для популяризации инструмента, являются В. Вавилов (Россия), В. Каминик (Россия), П. О’Детт (США), О. Тимофеев (Россия), А. Крылов (Россия, Канада), А. Суетин (Россия), Б. Ян (Китай), Я. Имамура (Япония), Р. Лислеванд (Норвегия), Э. Карамазов (Хорватия), Й. Хелд (Германия), Л. Кирххоф (Германия), Э. Эгуэз (Аргентина), Х. Смит (США), Я. Линдберг (Швеция), Р. Барто (США), М. Лоу (Англия), Н. Норт (Англия), Й. ван Леннеп (Нидерланды) и многие другие.

## Изготовление

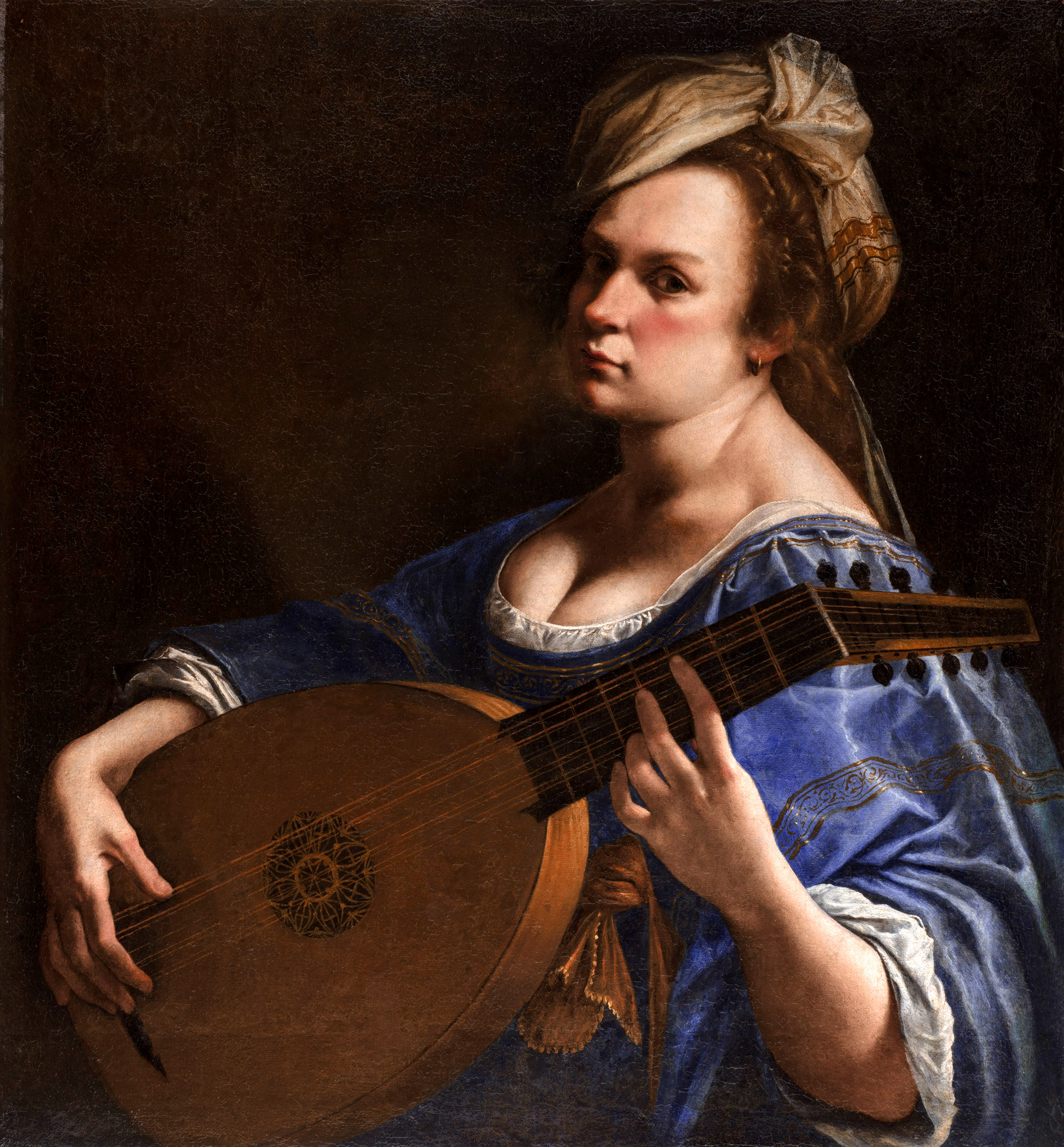
Артемизия Джентилески. Автопортрет с лютней

Лютни изготавливаются почти целиком из дерева. Дека, сделанная из тонкого листа древесины (как правило, ели) имеет овальную форму. Во всех типах лютни дека содержит одинарную или иногда тройную розетку вместо звукового отверстия. Розетки, как правило, богато декорированы.
Корпус лютни собирается из отдельных рёбер твёрдого дерева (клён, вишня, чёрное дерево, палисандр и др.). В отличие от большинства современных струнных инструментов гриф лютни монтируется на одном уровне с декой и не нависает над ней. Шейка лютни, как правило, изготавливается из лёгкого дерева с накладкой из чёрного дерева.

## Разновидности лютни
Согласно классификации Хорнбостеля — Закса, лютни как класс относятся к категории составных хордофонов (то есть струнных инструментов, где резонатор является неотделяемой частью), у которых струны натянуты параллельно деке. Это определение исключает арфы и цитры, но включает плюриарк (африканскую смычковую лютню), различные лиры и собственно шейковые лютни. Среди последних полная классификация выделяет не менее шести подвидов в зависимости от способа изготовления и формы резонатора и крепления шейки или грифа.
Конструкция лютни, за всю историю её существования, претерпевала множество изменений. Мастера экспериментировали с формой корпуса, строем, количество струн, размером. Поэтому в мире существует множество самостоятельных инструментов, прародительницей которых является лютня. Вот некоторые из них:
- Ситар (Индия). У этого инструмента два резонирующих корпуса, второй из которых располагается на грифе. Отличительной особенностью ситара является большое количество струн, 7 из которых являются основными. Играют на индийской лютне с помощью мизраба — медиатора.
- Кобза (Украина). Этот инструмент имеет более округлый корпус и короткий гриф, в отличие от прародительницы, и насчитывается всего 8 ладов[3].
- Кобза лэутарская (Румыния, Молдова). У этого инструмента короткий безладовый гриф.
- Виуэла (Италия). Главное отличие этого инструмента от лютни заключается в извлечении звука[3]. Изначально, для игры на ней использовали не медиатор, а смычок. По этому виуэла звучала не так как лютня. Она приобрела форму современной гитары, а из-за способа игры на ней, её отнесли к классу струнно-смычковых инструментов[3].
- Мандолина (Италия). Этот инструмент выглядит очень схоже с лютней, хотя её гриф более короткий и она имеет меньшее количество парных струн. Для игры на мандолине используют особую технику — тремоло[3].
- Саз — Этот инструмент похожий на мандолину, распространен среди народов Закавказья. У него длинный гриф и меньшее количество струн, нежели прочие струнно-щипковые[3].
- Дутар — Этот инструмент, очень распространён среди жителей Центральной и Южной Азии. Гриф дутара длиннее, чем у лютни, потому диапазон извлекаемых звуков намного шире[3].
- Ребаб (Персия) — Этот инструмент лютневого типа, струнно-щипковый, был известен в средние века в культурах Востока с преобладающим персидским влиянием, упоминался в трактатах[7].
- Домбра — Этот 2-струнный щипковый инструмент типа лютни наиболее распространён в культуре казахов и некоторых тюркских народов[8]. Это традиционный инструмент профессиональных певцов — акынов, анши и инструменталистов — кюйши[8].
- Гитара — Это струнно-щипковый музыкальный инструмент типа лютни с длинной шейкой, появилась в Европе в XV веке на основе инструмента-предшественника — виуэлы[9].
- Уд — Это струнно-щипковый музыкальный инструмент типа лютни с короткой шейкой, переводится с арабского дословно, как дерево[10]. Он возник в раннем средневековье на Ближнем и Среднем Востоке как арабский вариант персидского бербета, от которого отличался способом изготовления, в отличие от кожаной деки бербета, дека у уда была деревянной[10].

## Строй
Строй средневековой лютни:
Строй теорбы:
Строй барочной лютни: